# خوسيه كوريا دا سيرا
خوسيه كوريا دا سيرا هو موسوعي وعالم نبات ودبلوماسي وجيولوجي وفيلسوف وسياسي برتغالي، ولد في 5 يونيو 1751 في سربا في البرتغال، وتوفي في 11 سبتمبر 1823 في كالداس دا رينها في البرتغال. انتخب سفير البرتغال ‏.